# Diego Armando Montiel
Diego Armando Montiel (Santo Tomé, Argentina, 22 de abril de 1996-Santo Tomé, 26 de diciembre de 2021) fue un futbolista argentino. Jugaba de centrocampista.

## Carrera
Comenzó su carrera en el club Atlético de Rafaela, en la temporada 2014. Su debut fue el 24 de agosto de 2014 en el estadio de Boca Juniors, en donde su equipo ganó 3 a 0 en condición de visitante. Esa temporada se produjo el momento más importante de carrera deportiva como futbolista profesional cuando marcó un gol al Club Atlético River Plate.
Descendió con Rafaela a la Primera B Nacional en la temporada 2016-2017, pasando a jugar en la siguiente temporada en Juventud Unida de Gualeguaychú. En 2019 pasó al club Bragado de la ciudad homónima, en el Torneo Regional Federal Amateur.

## Trayectoria como futbolista
- 2014 y 2016-2017 Atlético de Rafaela
- 2017-2018 Juventud Unida de Gualeguaychú
- 2019 Bragado Club y Biblioteca Pública

## Fallecimiento
Falleció en el hospital San Juan Bautista, de Santo Tomé, el 26 de diciembre de 2021, afectado de meningitis. Había sido ingresado el día anterior en la UCI de dicho hospital.